# 劉枝華
劉枝華（Lau Chi-Wah），香港資深編劇，現任香港無綫電視編劇／編審，1974年畢業於慈雲山道慈佛社張祝珊第二小學下午校，從1983年開始在亞洲電視任職編劇及於1986年開始擔任編審，在亞洲電視任職長達20多年後於2005年加盟無綫電視任職編審。

## 編審／編劇列表

### 電視劇（亞洲電視）
- 1984年：《醉拳王無忌之日帝月后》、《神相李布衣》
- 1985年：《大千小傳》、《仙女多情》(助理故事)
- 1986年：《越女劍》(助理故事)、《冒險家樂園》、《清末四大奇案》、《決戰江湖》
- 1987年：《獅王之王》、《武林故事》
- 1988年：《歷代奇女子》、《張保仔》、《衙門風雲》、
- 1989年：《天堂夢》、《天劍絕刀》、《火燒紅蓮寺》
- 1990年：《樓下伊人》
- 1991年：《廟街豪情》、《豪門》
- 1992年：《伯虎為卿狂》
- 1993年：《銀狐》、《豪俠傳》、《勝者為王III王者之戰》
- 1994年：《洪熙官》
- 1995年：《包青天》、《殭屍道長》
- 1996年：《我和春天有個約會》、《再見艷陽天》
- 1997年：《劍嘯江湖》、《天長地久》
- 1998年：《流氓·律師》
- 2000年：《電視風雲》、《曲終情未了》
- 2002年：《吉祥任務》
- 2003年：《暴風型警》(故事策劃)
- 2004年：《異世驚情夢》

### 電視劇（無綫電視）
- 2005年：《上海傳奇》編審（與李綺華、梁恩東合作）
- 2006年：《施公奇案》編審
- 2007年：《迎妻接福》編劇、《寫意人生》編劇、《舞動全城》編劇
- 2009年：《美麗高解像》編審、《碧血鹽梟》編審+編劇（與關頌玲合作）
- 2010年：《誘情轉駁》編審
- 2011年：《女拳》編審（與蔡婷婷合作）、《回到三国》編審+編劇（與黃育德合作）
- 2012年：《衝呀！瘦薪兵團》編審
- 2013年：《心路GPS》編審、《舌劍上的公堂》編審
- 2014年：《忠奸人》編審
- 2015年：《天眼》編審、《收規華》編審
- 2016年：《愛情食物鏈》編審（與翁善瑩合作）
- 2017年：《乘勝狙擊》編審
- 2018年：《逆緣》編審+編劇（與雷秀蓮合作）
- 2019年：《丫鬟大聯盟》編審
- 2020年：《黃金有罪》編審（與鄭成武合作）